# Berestetjko
Berestetjko (ukrainsk: Берестечко; polsk: Beresteczko) er en by i det historiske landskab Volhynien i det nordvestlige Ukraine. Byen ligger ved floden Styr, en biflod til floden Pripjat. Den ligger i Lutsk rajon i Volyn oblast. Berestetjko har 1.630 (2022) indbyggere og er en af de mindste byer i Ukraine. Byen fik byrettigheder i 1547.